# Triângulo de Koch
Triângulo de Koch é uma área triangular da parede septal (local entre a parede septal, parede inferior e parede anterior do átrio direito do coração. Usualmente a parte septal do nodo atrioventricular se localiza nesta região, assim como a porção inicial do feixe de His. É uma região delimitada posteriormente pela fita sinusal (ou tendão de Todaro, um tendão de inserção comum das válvula do seio coronário e válvula da veia cava inferior),  anteriormente o bordo aderente do folheto septal da valva tricúspide orifício atrioventricular direito e o próprio óstio do seio coronário.